# Priaulx League 2009-10
La Priaulx League 2009-10 fue la 105.ª edición de la máxima categoría de fútbol en Guernsey.

## Tabla de posiciones
|   | Equipos               | PJ | PG | PE | PP | GF | GC | Pts |
| - | --------------------- | -- | -- | -- | -- | -- | -- | --- |
| 1 | Belgrave Wanderers    | 21 | 17 | 1  | 3  | 79 | 30 | 52  |
| 2 | Saint Martin's AC     | 21 | 16 | 2  | 3  | 75 | 28 | 50  |
| 3 | Northerners AC        | 21 | 10 | 3  | 8  | 51 | 42 | 33  |
| 4 | Vale Recreation       | 21 | 9  | 3  | 9  | 34 | 37 | 30  |
| 5 | Guernsey Rangers F&AC | 21 | 9  | 2  | 10 | 42 | 45 | 29  |
| 6 | Guernsey Athletics    | 21 | 8  | 2  | 11 | 31 | 46 | 26  |
| 7 | Sylvans S&FC          | 21 | 4  | 2  | 15 | 23 | 59 | 14  |
| 8 | Rovers AC             | 21 | 3  | 1  | 17 | 13 | 61 | 10  |